# Йора зелена
Йора зелена (Aegithina viridissima) — вид горобцеподібних птахів родини йорових (Aegithinidae).

## Поширення
Вид поширений в Південно-Східній Азії. Трапляється у Тенассерімі, Таїланді, Малайзії, на Суматрі і Борнео. Локально вимер на Сінгапурі.

## Опис
Птах завдовжки 11,5-12,8 см. Вага — 14 г. У забарвленні наявний статевий диморфізм. У самців голова, спина, плечі, груди і стегна зеленого забарвлення. Черево і стегна жовті. Кільце навколо очей теж жовте. Крила чорні з двома білими дзеркальцями. Хвіст чорний. Дзьоб темно-синій з світлим кінчиком і нижньою щелепою. Ноги теж темно-сині.
У самиць верх голови, спина оливкового забарвлення. Лице, горло, груди, черево жовтуватого кольору. Самиці блідіші за самців.

## Спосіб життя
Мешкає у субтропічних та тропічних дощових лісах з густим підліском. Трапляється невеликими зграйками. Поживу шукає серед листя та гілок дерев і чагарників. Живиться комахами та дрібними безхребетними, зрідка ягодами.

## Розмноження
Моногамний вид. Розмножується з квітня до кінця червня. У будівництві гнізда, висиджуванні яєць та вихованні пташенят беруть участь обидва партнери. Чашоподібне гніздо будується з трави серед гілок дерев. У гнізді 2-4 яйця. Інкубація триває два тижня. Ще через три тижня пташенята вже пробують літати, але самостійними стають лише через півтора місяця.

## Підвиди
- Aegithina viridissima viridissima (Bonaparte, 1850) - номінальний підвид, поширений у більшій частині ареалу;
- Aegithina viridissima thapsina Oberholser, 1917 -  ендемік островів Анамбас;